# Escura punctata
Escura punctata is een insect uit de familie van de mierenleeuwen (Myrmeleontidae), die tot de orde netvleugeligen (Neuroptera) behoort. 
Escura punctata is voor het eerst wetenschappelijk beschreven door New in 1985.